# نورد مقاطع منیزیم

## نورد مقاطع
نورد مقاطع (به انگلیسی: caliber rolling) یکی از روش‌های شکل دهی فلزات است. در این روش قطعه از بین دو غلتک موازی، که محور دوران آن‌ها عمود بر محور قطعه می‌باشد، برای تغییر شکل و تبدیل به پروفیل با سطح مقطع ثابت عبور می‌کند. تبدیل قطعه خام به پروفیلی با سطح مقطع موردنظر، پس از چند مرحله عملیات نورد مقاطع صورت می‌گیرد. در هر کدام از این مراحل سطح مقطع قطعه به حالت نهایی نزدیک تر می‌شود. در ادامه شماتیکی از روش نورد مقاطع آورده شده‌است.

## نورد مقاطع آلیاژهای منیزیم
چگالی پایین و استحکام ویژه بالای آلیاژهای منیزیم باعث شده‌است که این آلیاژها در صنایعی همچون خودروسازی، هوافضا، صنایع ساخت و ساز و… بیشتر مورد توجه قرارگیرند. از طرفی پایین بودن استحکام مکانیکی و پایین بودن شکل‌پذیری این آلیاژها، مانع استفاده از آنها در مقیاس‌های بزرگ می‌شود. این محدودیت‌ها به دلیل ساختار کریستالی منیزیم اتفاق افتاده‌است. در ساختار کریستالی منیزیم که به صورت HCP می‌باشد، نسبت C/a برابر با ۱٫۶۲ می‌باشد که باید با روش‌های مختلف این نسبت را کاهش دهیم تا آلیاژ منیزیم توان شکل‌پذیری داشته باشد. محققین تلاش‌های بسیاری در جهت افزایش استحکام آلیاژهای منیزیم انجام دادند. دو روش، عمدتاً توسط محققین برای افزایش استحکام آلیاژهای منیزیم پیشنهاد شده‌است:
1. افزودن عناصر آلیاژی به ویژه عناصر کمیاب زمین(rare-earth).
2. به‌کارگیری فرایندهای تغییر شکل پلاستیک شدید همچون ECAP , ARB

محدودیت‌های ابعادی در روش‌های تغییر شکل پلاستیک شدید و عدم توانایی انجام فرایند به صورت مداوم، منجر به این شده‌است که به فکر روش‌های دیگری برای افزایش استحکام منیزیم باشیم. در سالهای اخیر تلاش‌های بسیاری برای استفاده از نورد مقاطع چندمرحله ای به جای فرایندهای تغییرشکل پلاستیک شدید برای استحکام بخشی به منیزیم صورت گرفته‌است.

## مروری بر مطالعات گذشته

### تأثیر نورد مقاطع بر ریزساختار
نتایج مطالعات لی و همکارانش نشان می‌دهد که آلیاژهایی که تحت نورد کالیبر قرار می‌گیرند، در یک شرایط خاص، افزایش همزمان استحکام و شکل‌پذیری(به انگلیسی: ductility) در آن‌ها اتفاق می‌افتد. تغییرات خواص مکانیکی در این آلیاژها در مقیاس ریزساختار مورد بحث و بررسی قرار گرفته‌است، همچون ریزشدن دانه‌ها، دوقلویی و رفتار شکست. در تحقیقات لی تأثیر این نورد بر مقاطع دایره ای مورد بررسی قرار گرفته‌است. در این آزمایش لی از آلیاژ AZ31 با ضخامت ۵۰میلی‌متر، استفاده کرده‌است که تحت نورد گرم قرار گرفته‌اند. میله‌هایی به طول ۸۰ میلی‌متر و قطر ۲۶میلی‌متر که عملیات حرارتی شده‌اند، تحت مطالعه و بررسی قرار گرفته‌اند. نمونه آزمایش در ابتدا به گونه ای است که محورc دانه‌های آلیاژ، عمود بر راستای نورد قرار گرفته‌است و پس از هر پاس نورد، میله را به اندازه ۹۰ درجه برخلاف عقربه‌های ساعت می‌چرخانیم. در این فرایند گرمای ایجاد شده در بین نوردها را حذف می‌کنیم تا از تبلور مجدد دانه‌ها جلوگیری شود.
در شکل زیر شماتیکی از این روش نشان داده شده‌است

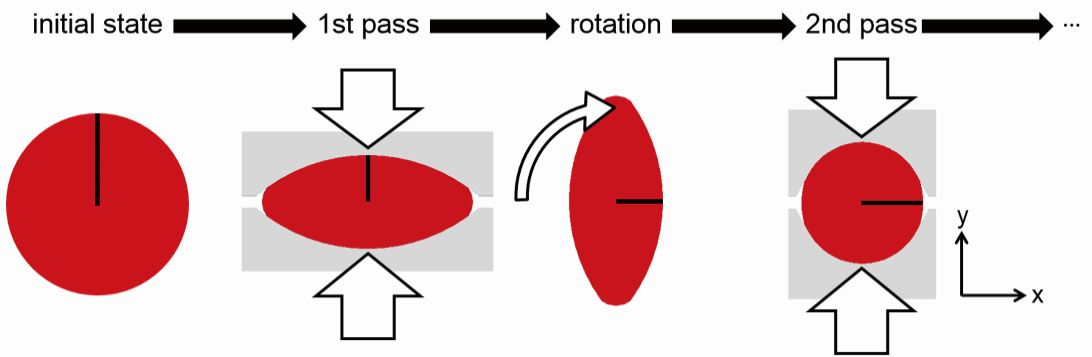
شکل۲-شماتیکی از روش نورد مقاطع لوله ای از جنس آلیاژ منیزیم

در جدول زیر قطر سطح مقطع لوله در هر یک از مراحل و در دو راستا نشان داده شده‌است. در این جدول R کاهش تجمعی مساحت سطح مقطع را در هر یک از مراحل نشان می‌دهد. ε_Mوε_R بیانگر کرنش تجمعی هستند. مقادیر ε_M کرنش را در هر پاس اندازه‌گیری می‌کند و مقادیر ε_R با فرمول زیر محاسبه می‌شود. ε_R=ln⁡(1-R)
در نمودار زیر اندازه دانه در طول فرایند نشان داده شده‌است. همان‌طور که در این نمودار مشخص است، در این فرایند روند بهبود خواص کششی آلیاژ منیزیم در اثر ریز شدن دانه‌ها اتفاق می‌افتد. در این تحقیق، لی نشان داد که در مقاطع دایره ای کرنش پلاستیکی تجمعی مؤثر در مرکز سطح مقطع اتفاق می‌افتد. این امر باعث پالایش قابل توجه دانه‌ها به مقیاس UFG/FG می‌شود.

### تأثیر دمای نورد بر ویژگی‌های مکانیکی
تریپاثی و همکاراندر سال ۲۰۱۷ تحقیقاتی را برای تأثیر دمای نورد مقاطع بر ویژگی‌های مکانیکی آلیاژهای منیزیم انجام دادند. برای این تحقیق از آلیاژ AZ31 استفاده کردند. نمونه‌های آزمایش به شکل بلوک‌هایی به ابعاد 45mm*45mm*200mm بودند و در دماهای K523، K573، K623، K673، K723 تحت نورد مقاطع قرار گرفته‌اند تا سطح مقطع بلوک mm12*mm12 شود. در این آزمایش پس از هر پاس نورد، قطعه به اندازه ۹۰ درجه سانتی گراد چرخانده می‌شود. کرنش تجمعی در این آزمایش ۲٫۶ خواهدبود. عملیات نورد ۵ یا ۶ پاس می‌باشد و در هر پاس سطح مقطع به اندازه ۱۰ درصد کاهش پیدا می‌کند و هر میله‌ها قبل از انجام نورد تا دمای معینی گرم می‌شوند و پس از صورت گرفتن عملیات نورد، قطعه نورد شده با استفاده از آب کوئنچ می‌شود. شماتیکی از این فرایند در شکل ۵ نشان داده شده‌است. در ادامه نموداری از این تحقیق استخراج شده‌است که در آن اندازه دانه‌ها در بلوک نوردشده در دماهای مختلف نشان داده شده‌است.
در ادامه تحقیقات تریپاثی و همکاران، ویژگی‌های مکانیکی قطعات نوردشده در دماهای مختلف مورد بررسی قرار گرفته‌است. شکل زیر نمودار تنش-کرنش نمونه آزمایش را در دمای اتاق و همچنین در دماهای نوردشده نشان می‌دهد. همان‌طور که در نمودار زیر نشان داده شده‌است، بیشترین کرنش در دمای ۶۲۳کلوین اتفاق افتاده‌است. نمودار بعدی منحنی کرنش سختی را نشان می‌دهد. همان‌طور که نشان داده شده‌است برای یکdσ/dε مشخص مقادیر تنش با افزایش دما کاهش پیدا می‌کند. شکل ۸ استحکام نهایی و استحکام تسلیم قطعه را در دماهای مختلف نشان می‌دهد. طبق این نمودار بیشترین استحکام تسلیم و استحکام نهایی در دمای ۵۷۳ کلوین رخ خواهد داد. بر اساس این نمودار شکل‌پذیری قطعه در دمای K623 و K723 نسبت به دماهای پایین‌تر، زیاد است.
بر اساس نمودارهای استخراج شده توسط تریپاثی و همکاران، ویزگی‌های مکانیکی قطعه نورد شده در دمای ۵۷۳کلوین نسبت به ویژگی‌های مکانیکی قطعات نوردشده در دماهای دیگر، بهتر است. وقتی بلوک‌ها در دمای بالاتر از دمای ۵۷۳کلوین، نورد می‌شوند، در ریزساختار آنها تبلورمجدد دینامیکی انفاق می‌افتد و استحکام تسلیم نسبت به حالت اولیه دو برابر شده‌است. از این رو، افزایش استحکام تسلیم وابسته به ریزشدن اندازه دانه‌ها و بافت کریستالی است. شکل‌پذیری آلیاژ منیزیم در دمای بالا می‌تواند بهبود یابد، اما این موضوع مستلزم کاهش استحکام می‌باشد.